# Lezina zarudnyi
Lezina zarudnyi är en insektsart som först beskrevs av Adelung 1902.  Lezina zarudnyi ingår i släktet Lezina och familjen Gryllacrididae. Inga underarter finns listade i Catalogue of Life.